# Cerastium wilsonii
Cerastium wilsonii är en nejlikväxtart som beskrevs av Hisayoshi Takeda. Cerastium wilsonii ingår i släktet arvar, och familjen nejlikväxter. Inga underarter finns listade i Catalogue of Life.